# Semapa
Semapa é um conglomerado português fundado em 1991, que opera essencialmente em três sectores: pasta e papel; cimento; e ambiente.

## Empresas do grupo
- The Navigator Company - 69,4% da empresa
- Secil - 100% da empresa
- Etsa - 100% da empresa

## Estrutura acionista
Atualizado em 17 de março de 2024
- SODIM (família Queiroz Pereira) - 83,22%
- Free float (accionistas privados) - 16,78%